# Жертва моди
Жертва моди (від англ. fashion victim, фр. Victimes de la mode) — термін, належить дизайнеру Оскару де ла Рента і позначає один із феноменів повсякденного життя — людину, яка до крайнощів підкоряється впливу моди, виходячи за межі здорового глузду. Поняття «жертва моди» виникло після Великої французької революції 1789 року — так називали молодих дівчат, що вибігали взимку у новомодних шифонових сукнях, і отримували велику кількість летальних випадків від пневмонії.
Жертви моди є "жертвами", тому що вони вразливі до примхливості та матеріалізму, двох широко визнаних надмірностей моди, і, отже, знаходяться у владі суспільних забобонів або комерційного інтересу індустрії моди, або і того, і іншого. За словами Версаче, "коли жінка занадто часто змінює свій зовнішній вигляд від сезону до сезону, вона стає жертвою моди".

## Область застосування терміна
Необхідно відрізняти вираз «жертва моди» від терміна «жертва моди» (прямого аналога «fashion victim»): наприклад, жертвами моди називають тварин, вбитих для процвітання індустрії хутра.
- соціологія: французький соціолог і викладач Паризького інституту політичних досліджень Гійом Ернер присвятив даному феномену есе (див. Жертви моди?);
- реклама і маркетинг (як рекламний слоган чи назва колекцій):
  - Fashion Victim — назва американської компанії, яка займається дизайном футболок і має ексклюзивні права на зображення Че Гевари;
  - голландський фотограф Ервін Олаф назвав свою некомерційну серію робіт «Fashion Victims»;
- масмедіа;
- діловий жаргон спеціалістів індустрії моди: модний дизайнер Жан-Клод Жітруа (Jean-Claude Jitrois) в одному з інтерв'ю провокаційно назвав себе жертвою моди;
- молодіжний сленг: фешн віктім — жертва моди; антонім — фешн-дізастер (з англ. disaster — лихо), тобто запеклий противник/противниця моди або людина, яка ігнорує її постулати;

## Характерні ознаки жертви моди
- вкрай високий ступінь зацікавленості до моди і гламуру;
- лейбломанія — гонитва за модними лейблами (в одязі та інших категоріях продукції для споживання);
- крайнощі у виборі одягу: згідно з діловим сленгом індустрії моди, людину, одягнуту і взуту не просто в речі однієї марки, але ще й із колекції одного сезону, назвуть «жертвою моди»[2];
- некритичне сприйняття новинок моди та інформації глянцевих видань;
- сліпе наслідування еталонів та ікон стилю, яке доходить до абсурду;
- оніоманія (шопоголізм);
- захоплення пластичними операціями;
- надмірне захоплення дієтами (як наслідок, анорексія, булімія та інші харчові розлади);
- танорексія — надмірне захоплення засмагою (як наслідок, передчасне старіння шкіри, запалення лімфовузлів чи онкологічні захворювання);
- відмова від природності: надмірне захоплення декоративною косметикою, перефарбовуванням і нарощуванням волосся, штучними нігтями, накладними віями, штучною засмагою, косметичною стоматологією, косметичною ортопедією і т. п.;
- вибір одягу і взуття на догоду красі і моді, а не зручності і відсутності небезпеки для здоров'я:
  - постійне носіння високих підборів і незручного взуття і, як наслідок, деформація стопи, викривлення хребта і зміщення внутрішніх органів;
  - надмірно вузькі штани, джинси, нижня білизна і, як наслідок, порушення кровообігу;
  - одяг і взуття не за погодою і, як наслідок, переохолодження внутрішніх органів, пневмонія;
  - захоплення лакованим взуттям, яке не дозволяє шкірі дихати, і, як результат, шкірні захворювання.
- залежність від татуювань.

## Причини виникнення явища
- Суспільство споживання і місце моди у ньому: ідеології нав'язування придбання кінцевому споживачеві товарів та послуг в капіталістичних інтересах власників, нехтуючи інтересами споживача;
- Засоби масової інформації і реклама, що:
  - транслюють нереалістичні образи тіла, оброблені графічними редакторами;
  - ідеалізовані шаблони зовнішності, близькі до анорексії білої жінки з заможного класу;
  - ейджизм, культ молодості та здорового способу життя у західних країнах;
  - пронизані сексуальною об'єктивацією та сексуалізацією людей і їх тіл;
  - перенасичені просуванням ідей потрібності продуктів, оскільки є націленими на продаж товарів та послуг.
- Психологічні особливості людини:
  - низька самооцінка;
  - бажання бути у центрі уваги;
  - перфекціонізм;
  - некритичність, відсутність рефлексії
  - сугестивність;
  - конформізм.
- Робота у сфері шоу-бізнесу чи індустрії моди.

## Група ризику
- Підлітки;
- Представники та представниці шоу-бізнесу;
- Спеціаліст/ки індустрії моди;
- Представни/ці модельного бізнесу;
- Представни/ці рекламного бізнесу і піар-спеціаліст/ки;
- Населення мегаполісів;
- Жінки до 45 років.

## Відомі жертви моди

### Знамениті жертвинервової анорексії
- Еді Седжвік — американська акторка, ікона моди 60-х років і муза Енді Уорхола. Померла від анорексії і передозування барбітуратами у 28 років[3].
- Карен Карпентер — американська співачка. Померла в 32-річному віці від серцевого нападу, викликаного тяжкою боротьбою з анорексією.
- Ана Кароліна Рестон — бразильська модель. Померла від анорексії у 22 роки.
- Луїсель і Еліана Рамос — уругвайські сестри-моделі. Померли з різницею у півроку у віці 22-х і 18-ти років від серцевої недостатності, викликаної анорексією.
- Аллегра Версаче — італійська дизайнерка, племінниця Джанні Версаче. Довгий час боролась з анорексією і переборола її[4].
- Мері-Кейт Олсен — американська акторка, продюсерка і дизайнерка. У 2004 році підтвердила чутки про свої проблеми зі здоров'ям, сказавши, що хвора анорексією, тоді важила трохи більше 30-ти кілограмів[5].
- Ізабель Каро — французька модель. Хворіла анорексією з 13-ти років і померла в 28-річному віці.
- Ешли Сімпсон-Вентц — американська співачка і акторка. Хворіла анорексією у підлітковому віці[6].

### Знамениті жертви пластичної хірургії
- Дженіс Дікінсон[7]
- Джоан Ріверз[8]
- Джоселін Вільденштайн[9]
- Донателла Версаче[10]
- Олена Проклова[11]
- Ігор і Григорій Богданови[12]
- Кортні Лав
- Людмила Гурченко[13]
- Майкл Джексон
- Маша Малиновська[14]
- Маша Распутіна[15]
- Мікаела Романіні[16]
- Сергій Звєрєв[17]
- Лоло Феррарі
- Ірен Феррарі
- Бріджит Керков
- Юля Волкова
- Світлана Лобода
- Алекса

### Знамениті жертви оніоманії (шопоголізму)

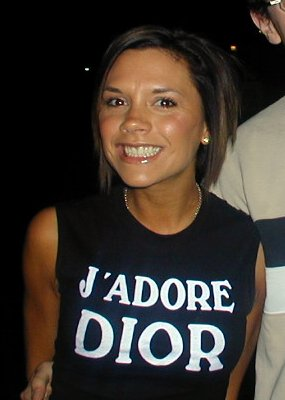
Вікторія Бекхем

- Вікторія Бекхем

### Знамениті жертви індустрії моди
- Дрю Беррімор[18]
- Каньє Вест[19]
- Ліндсі Лоан[20]

## Жертви моди в історії
Жертвам моді у сучасному розумінні передували жертви різних змінюваних еталонів краси у минулому:
- Мода на маленький розмір жіночої ноги в Китаї виявилась причиною появи узвичаєної насильницької практики бинтування ніг, яка проіснувала до початку XX століття. Дівчаткам туго бинтували стопи, підгинаючи всередину всі пальці, за винятком великого. Ця процедура була болючою, призводила до гниття, інвалідизації (втрати можливості самостійно пересуватись), але виконувалась до тих пір, поки ступня не набувала потрібної дугоподібної форми.[21]
- Маленькі груди були еталоном для жінок середньовічної Європи, для досягнення якого ще юним дівчатам туго перев'язували груди, не дозволяючи їм рости.
- Мода на дуже тонку талію в Європі стала причиною появи корсетів, які туго стягували силует і здавлювали внутрішні органи, викликаючи втрату свідомості через недостатнє кровопостачання і різноманітні захворювання внутрішніх органів.
- Мода на кругле обличчя в Древній Русі призвела до того, що немовлят розпарювали в лазні і впливали на череп, формуючи «правильну» круглу форму.
- Мода на косі очі у тюркомовних народів, а також американських індійців майя, стала причиною виникнення звичаю прив'язувати близько до очей немовляти в колисці різні предмети, монети, щоб погляд був завжди спрямований в одну точку.
- В Росії для відбілювання обличчя використовували отруйні свинцеві білила.
- Закрапування в очі беладонни для досягнення ефекту розширених зіниць призводило до хронічного отруєння організму.